# Asteroide binari de contacte

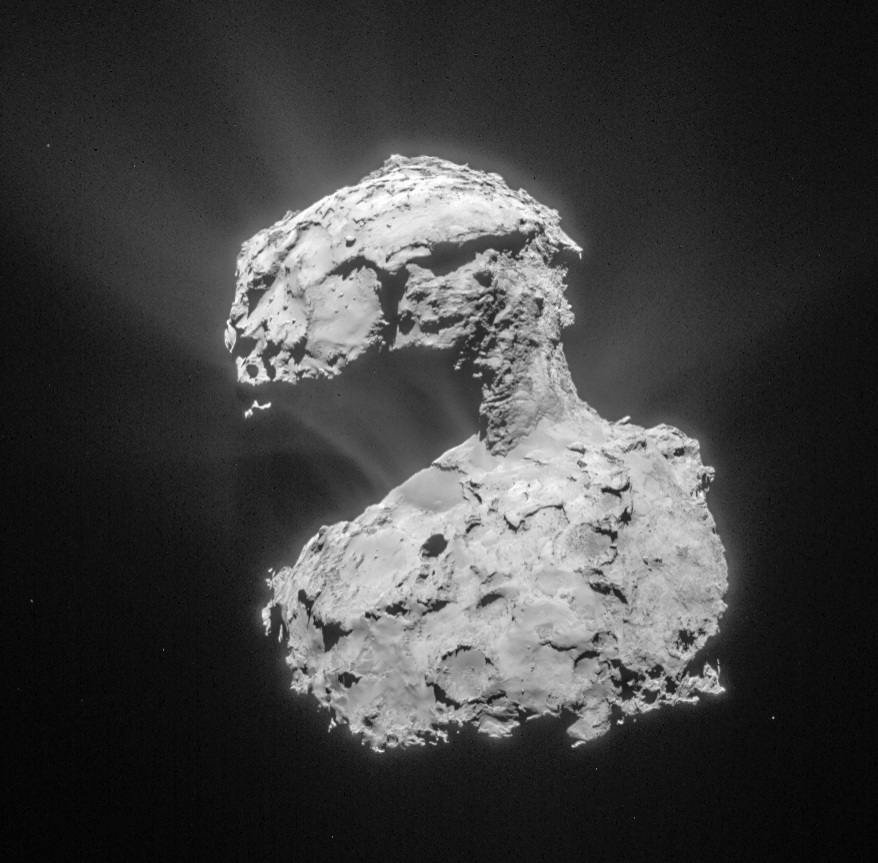
67P/Txuriúmov-Herassimenko, Un cometa de contacte binari sospitós, amb dos lòbuls diferents connectats per un "coll", imaginat per la Rosetta

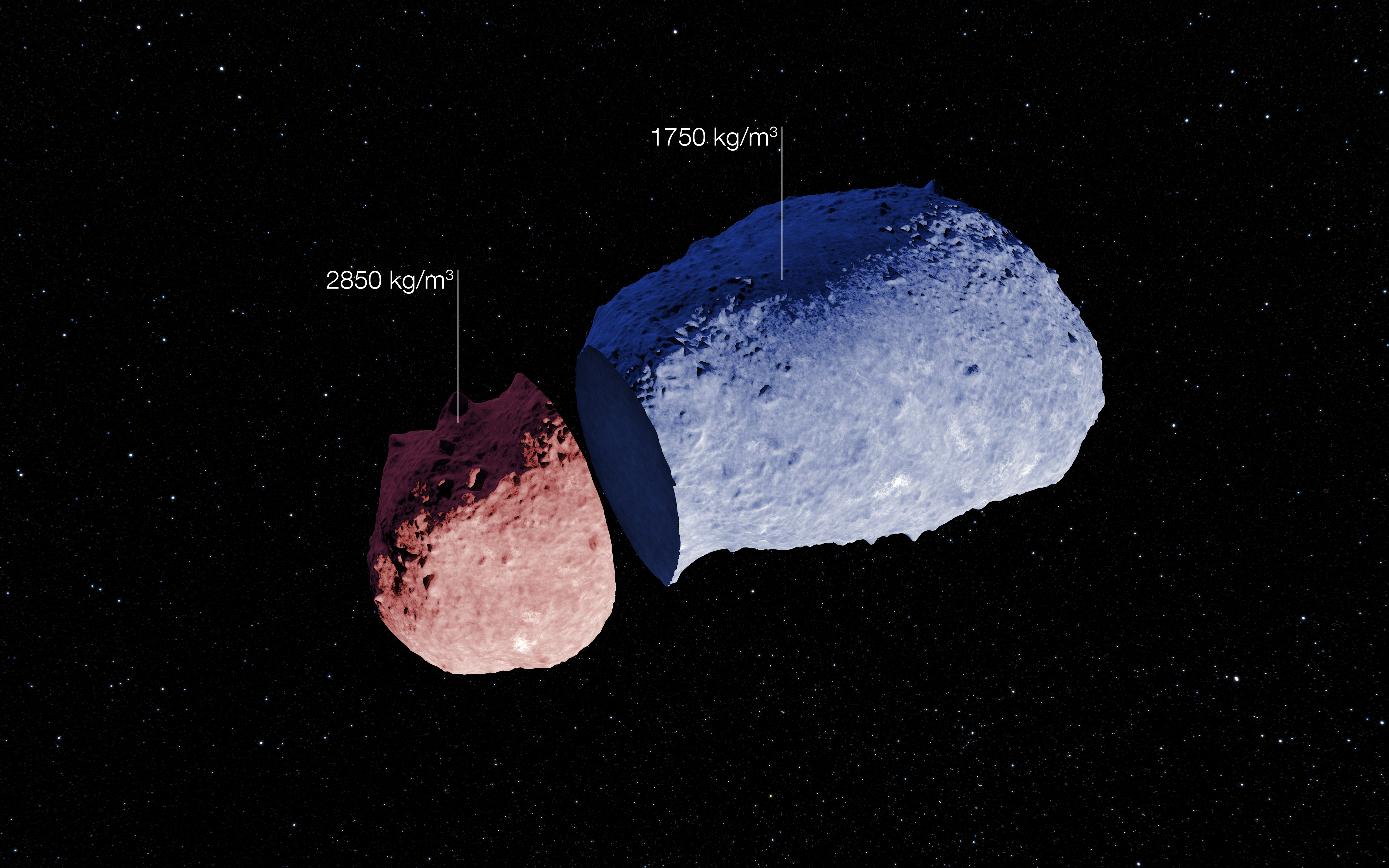
Un diagrama que mostra la densitat mitjana dels dos lòbuls de (25143) Itokawa, un suposat asteroide binari de contacte. Els dos lòbuls eren probablement cossos originalment separats. Recordeu que els lòbuls estan en realitat connectats.

Un asteroide binari de contacte és un cos menor del sistema solar que està compost de dos cossos que han gravitat un cap a l'altre fins que es toquen. Això significa que els binaris de contacte tenen formes estranyes. El cometa Txuriúmov-Herassimenko i el cometa Tuttle són els binaris de contacte més probables. Els asteroides sospitosos de ser binaris de contacte inclouen l'inusualment allargat (624) Hèctor i el bilobat (216) Kleopatra i (4769) Castalia. El (25143) Itokawa, el qual va ser fotografiat per la sonda Hayabusa, també sembla un binari de contacte que ha donat com a resultat un cos allargat i doblat. S'espera que al voltant del 10-15% dels asteroides propers a la Terra de més de 200 metres siguin binaris de contacte amb dos lòbuls en contacte mutu.
| Objecte            | Dimensions (km) (aproximat) | Període de rotació (hores) |
| ------------------ | --------------------------- | -------------------------- |
| (2063) Bacchus     | 2.6×1.1×1.1                 | 14.9                       |
| (4450) Pan         | 1.0                         | 60                         |
| (4486) Mithra      | 1.6                         | 67.5                       |
| (4769) Castalia    | 0.6                         | 4                          |
| (11066) Sigurd     | 3.0                         | 8.5                        |
| (179806) 2002 TD66 | 0.3                         | 9.5                        |
| 2007 TU24          | 0.3                         | 36                         |
| 8P/Tuttle          | 4.5                         |                            |
| 2014 HQ124         | 0.4                         | 20+                        |